# Hédonismus
Hédonismus (z řec. hédoné, potěšení, slast) je filosofické učení o slasti jako hlavním motivu lidského jednání, které může mít dvě formy.
Psychologický hédonismus je názor, že lidé fakticky vyhledávají slast a pouze slast. Veškeré jednání směřuje podle této teorie k dosahování slasti a vyhýbání se strasti.
Etický hédonismus navíc říká, že slast je také nejvyšší dobro. Takové stanovisko zastával údajně Eudoxos z Knidu, slavný řecký matematik a starší současník Aristotelův. Aristotelés o něm říká, že Eudoxos považoval slast za nejvyšší dobro, neboť viděl, že všechno rozumné i nerozumné k ní směřuje. Podle Aristotela Eudoxos tvrdil, že ve všem, co je předmětem volby, musí být dobro, a čím více je to žádoucí, tím lépe, a proto skutečnost, kdy všichni jsou přitahováni ke stejné věci, dokazuje, že tato věc je nejlepší pro všechny; neboť každý, jak Eudoxos říká, poznává, že co je dobré samo o sobě, jako třeba vhodná strava, a co je tedy dobré pro všechny a je cílem snažení všech, to je pro ně nejvyšším dobrem.
Dalšími představiteli antického hédonismu byli stoupenci kyrénské školy a epikureismu.
V moderní době s hédonismem pracuje utilitarismus, například John Stuart Mill nebo Jeremy Bentham a jejich následovníci. K sobeckému Hédonismu se připisoval např. Anton Szandor LaVey